# Ockerbrust-Laufhühnchen
Das Ockerbrust-Laufhühnchen (Turnix olivii) ist eine wenig erforschte Vogelart aus der Familie der Laufhühnchen (Turnicidae). Es ist auf der Kap-York-Halbinsel im Norden des australischen Bundesstaates Queensland endemisch. Das Artepitheton ehrt den Naturforscher Edmund Abraham Cumberbatch Olive (1844–1921), der im Jahr 1899 die Typusexemplare gesammelt hatte. Manchmal findet sich auch die Schreibweise olivei. Die Originalschreibweise des Erstbeschreibers Herbert Christopher Robinson ist jedoch Turnix olivii.

## Merkmale
Das Ockerbrust-Laufhühnchen erreicht eine Körperlänge von 18 cm bei den Männchen und 22 cm bei den Weibchen. Es hat einen großen Schnabel und gelbe Augen und unterscheidet sich vom etwas kleineren und kurzbeinigem Buntlaufhühnchen (Turnix varius) durch einen kräftigeren Schnabel, eine schlichter gefärbte Brust und durch das Fehlen eines rötlichen Schulterfleckens. Das Männchen ist überwiegend sandbraun mit einem kontrastierend grauen Oberkopf. Hals und Nacken weisen markante schwarze Streifen auf jeder Seite auf. Mantel und Schulter sind schwarz und rötlich gebändert. Die rötlichen Oberflügeldecken sind weiß getupft. Beim Weibchen ist die Oberseite heller rötlichbraun als beim Männchen mit einer blasseren Musterung und weniger kräftigen Markierungen sowie weniger und kleinere weiße Flecken auf den Flügeldecken. Die Stirn ist dunkler grau. Die Halsseiten sind dunkler mit weniger weißen Sprenkeln. Die seitlichen Oberkopfstreifen sind überwiegend kastanienfarben. Die juvenilen Vögel sind unbeschrieben, sie ähneln aber vermutlich dem adulten Männchen.

## Lautäußerungen
Der Paarungsruf des Weibchens ist ein dröhnendes ooom-oom-oom-oom, das allmählich lauter, höher und kürzer wird, bis zu zwanzigmal wiederholt wird und bis zu 30 Sekunden andauert. Das Männchen antwortet mit tiefen, schnellen chu-chu-chu-chu-Pfiffen. Von beiden Geschlechtern wird ein weiches chirp-chirp-chirp und ein längeres, lauteres kwaare-kwaare wiedergegeben.

## Verbreitung

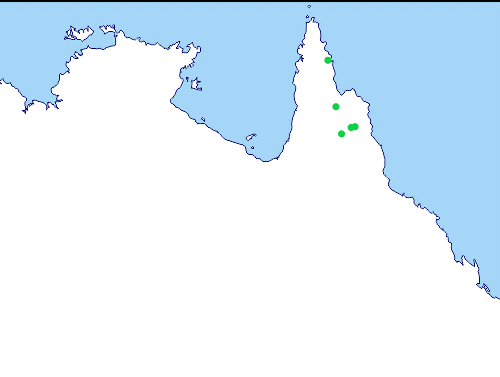
Verbreitungsgebiet des Ockerbrust-Laufhühnchens (grün)

Das Ockerbrust-Laufhühnchen kommt in der McIlwraith Range südlich von Chillagoe, in der Cooktown-Region, im Kutini-Payamu-Nationalpark und in der Nähe der Ortschaft Mount Molloy im Kuranda-Nationalpark auf der Kap-York-Halbinsel vor.

## Lebensraum
Der Lebensraum des Ockerbrust-Laufhühnchens umfasst gewöhnlich Graslandschaften, die von Myrtenheiden (Melaleuca), Akazien (Acacia), Alphitonia und Tristania neriifolia dominiert sind. Ferner bewohnt das Ockerbrust-Laufhünchen grasbewachsene Waldränder und Sümpfe, steinige Hänge und Kämme mit spärlichem Grasbewuchs und kaum Laub sowie Waldland und Regenwald.

## Nahrungsverhalten
Über die Nahrung ist nur wenig bekannt. Es wurden Samen und Insekten nachgewiesen. Wie seine Verwandten schluckt es groben Sand, vermutlich um den mechanischen Abbau im Kaumagen zu unterstützen. Das Ockerbrust-Laufhühnchen lebt terrestrisch, in der Regel einzeln, paarweise oder in kleinen Scharen von drei bis acht Individuen. In Ausnahmefällen kann man bis zu 20 Exemplare beobachten.

## Fortpflanzungsverhalten
Die Hauptbrutsaison ist von Januar bis März, jedoch wurden Männchen bei der Jungenaufzucht Ende Dezember beobachtet. Das Ockerbrust-Laufhühnchen ist ein Einzelbrüter. Das kuppelförmige Nest hat einen seitlichen Eingang. Es wird aus Grasstängeln gut versteckt zwischen Grashalmen oder niedrigen Sträuchern oder unter Grasbüschen in offenen Wäldern errichtet. Die flache Nistmulde wird mit Gras und wenigen Blättern ausgepolstert. Gewöhnlich werden drei bis vier weißliche mit kastanienbraunen, bläulich grauen oder schwarzen Sprenkeln gelegt. Die Brutdauer ist unbekannt, aber vermutlich ähnlich lang wie beim Buntlaufhühnchen. Um die Bebrütung der Eier und die Jungenaufzucht kümmert sich wahrscheinlich allein das Männchen. Die Küken sind Nestflüchter.

## Status
Von der IUCN wird das Ockerbrust-Laufhühnchen in die Kategorie „vom Aussterben bedroht“ (critcally endangered) klassifiziert. Der Bestand ist offensichtlich rückläufig (wenn auch mit unbekannter Tendenz) und wird auf etwa 50 bis 250 geschlechtsreife Individuen im ursprünglichen Verbreitungsgebiet von ungefähr 2070 km² geschätzt. Von frühen Fundstellen wie Coen oder Cooktown gibt es keine aktuellen Aufzeichnungen und in den letzten zehn Jahren wurde das Ockerbrust-Laufhühnchen nur sporadisch an wenigen Stellen beobachtet. Die letzte zuverlässige Beobachtung war im Jahr 1922. Aufgrund seiner hervorragenden Tarnung wurde das Ockerbrust-Laufhühnchen nur selten von Ornithologen beobachtet und es ist auch noch nie lebend fotografiert worden. Als Hauptgefährdung gelten Überweidung und häufige Brände sowie die Nachstellung durch Wildschweine und verwilderte Katzen.